# Cathédrale-basilique Notre-Dame-des-Miracles de Caacupé
Cette  cathédrale et basilique n’est pas la seule cathédrale Notre-Dame-des-Miracles ni la seule basilique Notre-Dame-des-Miracles.
La cathédrale-basilique Notre-Dame-des-Miracles de Caacupé est une église située à Caacupé au Paraguay, à laquelle l’Église catholique donne les statuts de cathédrale, de basilique mineure et de sanctuaire national. Elle est le siège du diocèse de Caacupé.

## Historique
Un oratoire est créé en 1765. Une petite chapelle le remplace dès 1769, où une première messe est célébrée le 10 octobre.
L’édifice actuel est construit à partir de 1945, et n’est pas encore terminé. Le pape Jean-Paul II s’y rend le 18 mai 1988.
Elle obtient le titre de basilique mineure par décret le 25 juin 2015. Le pape François s’y rend pour l’occasion, le 11 juillet.

## Illustrations

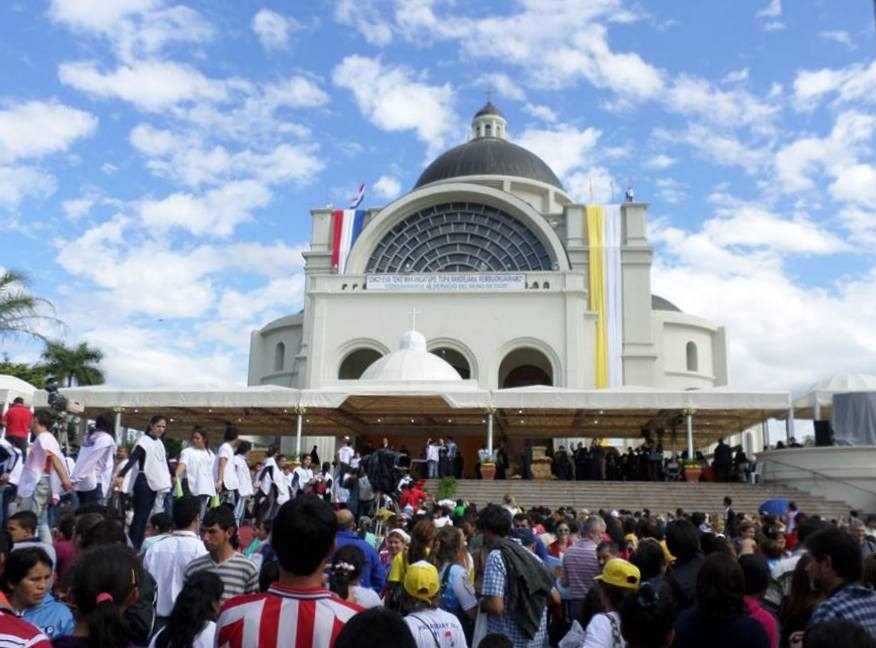
Vue de l’édifice lors de la visite de Jean-Paul II en 2015.
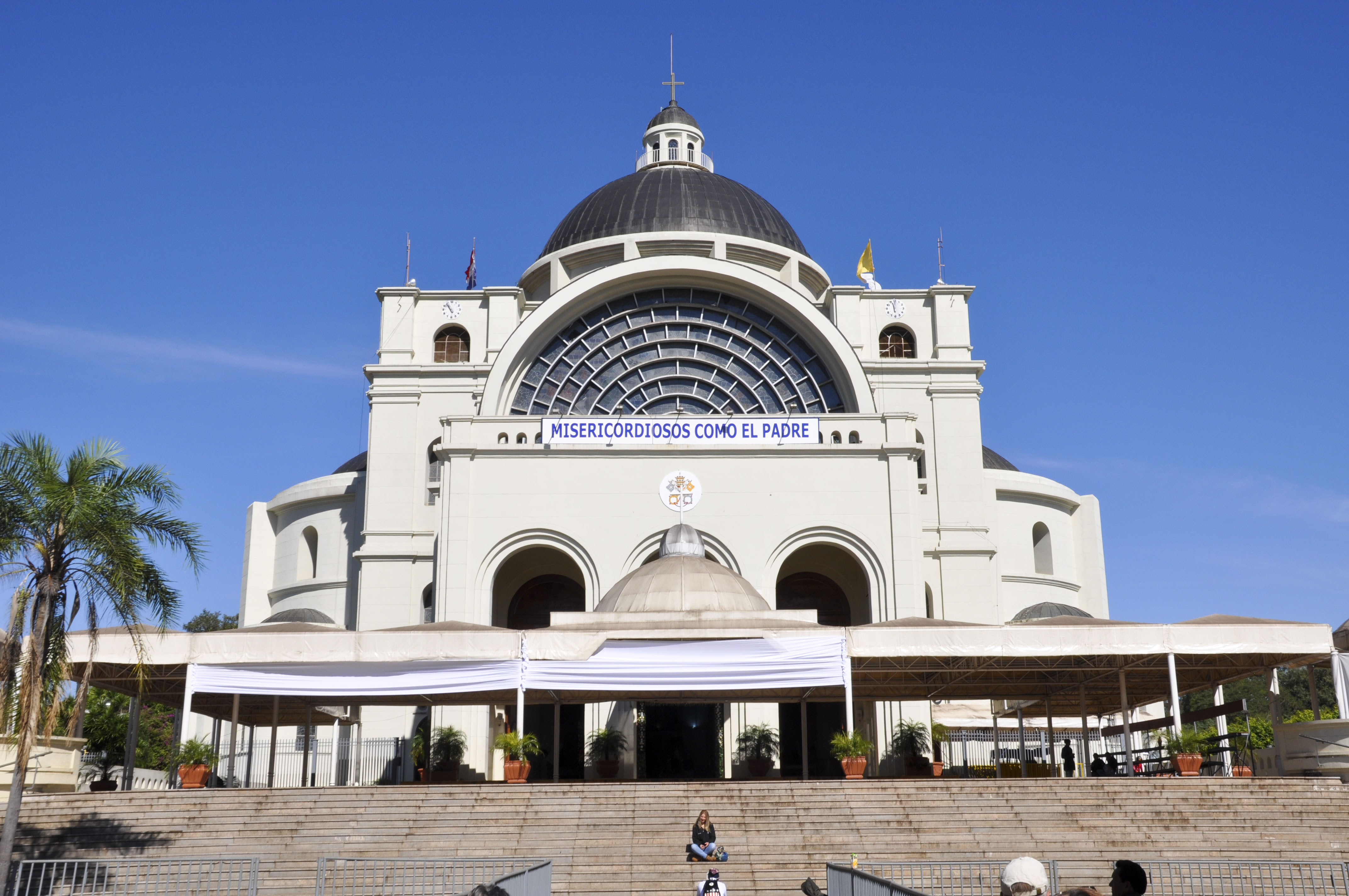
Façade de la cathédrale-basilique.